# Шнеккенлоэ
Шнеккенлоэ (нем. Schneckenlohe) — община в Германии, в земле Бавария. 
Подчиняется административному округу Верхняя Франкония. Входит в состав района Кронах.  Население составляет 1112 человек (на 31 декабря 2010 года). Занимает площадь 9,31 км².
Коммуна подразделяется на 3 сельских округа.
Название "Шнеккенлоэ" происходит от слов Schnecke — улитка и Lohe — пламя (не путать с Löher — дыры).

## Население
По оценке на 31 декабря 2015 года население общины Шнеккенлоэ составляет 1076 чел. 

| Дата      | 1840 | 1871 | 1900 | 1925 | 1939 | 1950 | 1961 | 1970 | 1987 | 2011 |
| --------- | ---- | ---- | ---- | ---- | ---- | ---- | ---- | ---- | ---- | ---- |
| Население | 712  | 888  | 960  | 965  | 983  | 1366 | 1248 | 1257 | 1168 | 1116 |

| Год       | 1960 | 1970 | 1980 | 1990 | 2000 | 2009 | 2010 | 2011 | 2012 | 2013 | 2014 | 2015 |
| --------- | ---- | ---- | ---- | ---- | ---- | ---- | ---- | ---- | ---- | ---- | ---- | ---- |
| Население | 1204 | 1243 | 1196 | 1168 | 1193 | 1122 | 1112 | 1109 | 1120 | 1105 | 1101 | 1076 |